# Newportia weyrauchi
Newportia weyrauchi är en mångfotingart som beskrevs av Chamberlin 1955. Newportia weyrauchi ingår i släktet Newportia och familjen Scolopocryptopidae.
Artens utbredningsområde är Peru.

## Underarter
Arten delas in i följande underarter:
- N. w. weyrauchi
- N. w. thibaudi